# Hrabarivka, Moghilău
Hrabarivka (în ucraineană Грабарівка) este un sat în comuna Serebrînți din raionul Moghilău, regiunea Vinnița, Ucraina.

## Demografie
Componența lingvistică a localității Hrabarivka
     Ucraineană (98,57%)
     Rusă (1,02%)
     Alte limbi (0,4%)
Conform recensământului din 2001, majoritatea populației localității Hrabarivka era vorbitoare de ucraineană (98,57%), existând în minoritate și vorbitori de rusă (1,02%).